# U-764
| U-764                      | U-764                                                          | U-764                                                          |
| -------------------------- | -------------------------------------------------------------- | -------------------------------------------------------------- |
|                            |                                                                |                                                                |
|                            |                                                                |                                                                |
|                            |                                                                |                                                                |
| Під прапором               | Третій рейх                                                    | Третій рейх                                                    |
| Спуск на воду              | 13 березня 1943 року                                           | 13 березня 1943 року                                           |
| Виведений зі складу флоту  | 14 травня 1945 року                                            | 14 травня 1945 року                                            |
| Сучасний статус            | потоплено                                                      | потоплено                                                      |
| Проєкт                     |                                                                |                                                                |
| Тип ПЧ                     | Торпедний ДПЧ                                                  | Торпедний ДПЧ                                                  |
| Основні характеристики     |                                                                |                                                                |
| Швидкість (надводна)       | 17,7 вузла                                                     | 17,7 вузла                                                     |
| Швидкість (підводна)       | 7,6 вузла                                                      | 7,6 вузла                                                      |
| Робоча глибина занурення   | 100 м                                                          | 100 м                                                          |
| Гранична глибина занурення | 220 м                                                          | 220 м                                                          |
| Екіпаж                     | 44 особи                                                       | 44 особи                                                       |
| Розміри                    |                                                                |                                                                |
| Довжина найбільша (по КВЛ) | 67,1 м                                                         | 67,1 м                                                         |
| Ширина корпусу найб.       | 6,2 м                                                          | 6,2 м                                                          |
| Висота                     | 9,6 м                                                          | 9,6 м                                                          |
| Середня осадка (по КВЛ)    | 4,70 м                                                         | 4,70 м                                                         |
| Водотоннажність надводна   | 769 т                                                          | 769 т                                                          |
| Озброєння                  |                                                                |                                                                |
| Артилерія                  | одна палубна гармата калібру 88-мм, одна 20-мм зенітна гармата | одна палубна гармата калібру 88-мм, одна 20-мм зенітна гармата |
| Торпедно- мінне озброєння  | 4 носових і один кормовий ТА. 14 торпед або 26 мін             | 4 носових і один кормовий ТА. 14 торпед або 26 мін             |

U-764 — німецький підводний човен типу VIIC, часів Другої світової війни.
Замовлення на будівництво човна віддане 15 серпня 1940 року. Човен заклали на верфі суднобудівної компанії «Kriegsmarinewerft» у місті Вільгельмсгафен 1 лютого 1941 року під заводським номером 147, спущений на воду 13 березня 1943 року. 6 травня 1943 року увійшов до складу 8-ї флотилії. Також за час служби входив до складу 9-ї та 11-ї флотилій. Єдиним командиром підводного човна був оберлейтенант-цур-зее Ганскурт фон Бремен.
Човен виконав 8 бойових походів, у яких потопив одне судно та два військові кораблі.
Капітулював 14 травня 1945 року в Лох-Еріболлі, Шотландія. Переведено до Лізагаллі. Потоплено 2 лютого 1946 року північніше Ірландії (56°06′ пн. ш. 09°00′ зх. д. / 56.100° пн. ш. 9.000° зх. д.) як мішень у рамках проведення операції «Дедлайт».

## Потоплені та пошкоджені кораблі[3]
| Назва         | Тип                | Належність      | Дата           | Тоннаж (БРТ) | Вантаж           | Статус    | Місце                                                      |
| HMS Blackwood | фрегат             | Велика Британія | 15 червня 1944 | 1 085        |                  | потоплено | 50°07′ пн. ш. 02°15′ зх. д. / 50.117° пн. ш. 2.250° зх. д. |
| Coral         | суховантажне судно | Велика Британія | 20 серпня 1944 | 638          | Баласт           | потоплено | 50°13′ пн. ш. 00°48′ зх. д. / 50.217° пн. ш. 0.800° зх. д. |
| HMS LCT-1074  | десантне судно     | Велика Британія | 25 серпня 1944 | 611          | Танки M4 Sherman | потоплено | 49°50′ пн. ш. 00°45′ зх. д. / 49.833° пн. ш. 0.750° зх. д. |